# Casa Barona
La Casa Barona és un edifici situat a la gran via del Marqués del Túria número 70 a la ciutat de València. És obra de l'arquitecte valencià Francisco Javier Goerlich.
L'edifici és un projecte de l'arquitecte Francisco Javier Goerlich realitzat el 1914 per encàrrec de Tomás Barona. Està inspirada en la façana de la casa Heribert Pons construïda per Alexandre Soler en els nombres 19 i 21 de la Rambla de Catalunya a Barcelona.
És una de les primeres obres del prestigiós arquitecte valencià. El seu estil arquitectònic s'emmarca dins del modernisme valencià, sent un dels pocs edificis en els quals l'arquitecte es decantaria per aquest estil formal juntament amb la propera casa Castelló.
Consta de planta baixa, quatre altures i àtic en la part central. La façana té una divisió simètrica dividida en tres parts. L'estil modernista es pot apreciar principalment en l'acurat disseny de la forja de les baranes i de totes les reixes i en l'ornamentació floral de diferents elements de la façana. Destaquen en tota la façana els finestrals tripartits i bipartits amb columnes. Està rematat per una torrassa en la part central amb una major profusió d'ornamentació que en la resta de l'edifici.